# Yusuke Sato
Yusuke Sato (佐藤 悠介, Sato Yusuke) est un footballeur japonais né le 2 novembre 1977.